# Слоним
Слоним (на беларуски: Слонім; на руски: Слоним) е град в Беларус, административен център на Слонимски район. Населението на града е 49 441 души (по приблизителна оценка от 1 януари 2018 г.).

## История
За пръв път селището е споменато през 1252 година.